# Liste des peuples celtes d'Irlande

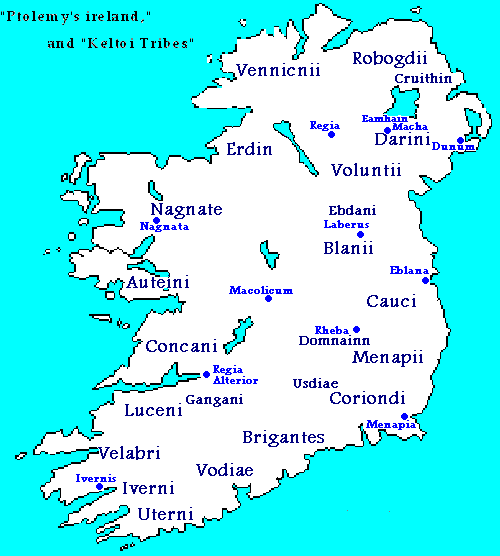
L'Irlande et ses peuples selon Ptolémée.

Vers 150, Ptolémée  dresse une liste des peuples (celtes) d'Irlande, vraisemblablement à partir des récits de marins gallo-romains et britto-romains qui connaissaient les fleuves de l'île et la géographie de sa côte est. Ces noms de peuples sont difficiles à relier aux noms fournis par la littérature médiévale irlandaise. Aux peuples mentionnés par Ptolémée, Orose ajoute au Ve siècle quelques ethnonymes, eux aussi difficilement identifiables.
- Attacotti (aussi attestés en Écosse)
- Autini
- Brigantes (homonymie avec les Brigantes de l'île de Bretagne)
- Cauci
- Coriondi
- Darini
- Eblani
- Erdini
- Gangani
- Herpeditani
- Iberni
- Magnatae
- Manapii
- Robogdii
- Velabri
- Vennicnii
- Vodiae